# La Nouvelle-Angoulême

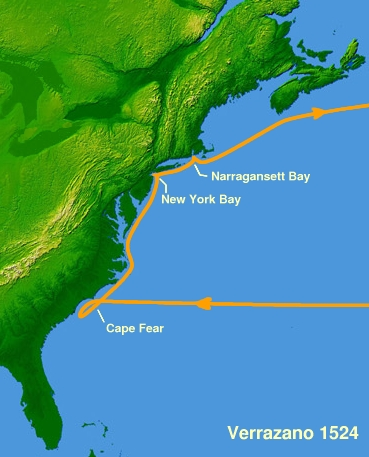
Voyage de Verrazane en 1524.

La Nouvelle-Angoulême, ou Terre d'Angoulême, est le nom donné à la baie formée par l'embouchure de l'Hudson par le navigateur d'origine florentine Giovanni da Verrazzano (ou Jean de Verrazane), lorsqu'il la découvrit en 1524,, à bord de la petite caravelle La Dauphine. 

## Histoire
Il nomma ainsi ce lieu, site actuel de New York, en l'honneur de François Ier (comte d'Angoulême de 1496 à 1515 et premier roi du « rameau » des Valois-Angoulême), pour lequel il explorait les « Indes », c'est-à-dire les Amériques.
Jetant l'ancre au niveau des actuels quartiers de Brooklyn et Staten Island, il est le premier à y rencontrer des Amérindiens. Il écrit ainsi un rapport destiné au roi où il les décrit ainsi : « Cette race est la plus belle et la plus policée de celles que nous avons rencontrées au cours de cette campagne. Elle est plus grande que la nôtre […]. Leurs yeux sont noirs et vifs et leur physionomie douce et noble […]. Des autres parties de leur corps, je ne parlerai pas à Votre Majesté ; elles ont les proportions dignes de tout homme bien fait. Leurs femmes ont la même beauté, la même élégance […]. Ils sont très généreux et donnent tout ce qu'ils ont. Nous nous sommes liés avec eux d'une grande amitié », ajoutant également qu'« ils vivent longtemps et sont rarement malades ». Le territoire où ils vivent est aussi décrit comme « le plus agréable qu'on puisse conter, apte à toutes sortes de cultures : froment, vin huile ».
Verrazzano plante le drapeau du roi de France et s'en va, aucune installation durable n'ayant lieu. Cette zone reste ensuite inexplorée par les Européens pendant plusieurs décennies : en 1609, le navigateur anglais Henry Hudson pénètre dans la baie afin de trouver un possible passage vers l'océan Pacifique puis en 1624, des colons néerlandais s'installent sur l'île de Manhattan et baptisent le lieu La Nouvelle-Amsterdam.